# Kalvarija Zebrzydowska
Kalvarija Zebrzydowska (polj. Kalwaria Zebrzydowska) je grad u u Malopoljskom vojvodstvu, u južnoj Poljskoj. Grad je ime dobio po vjerskom zdanju (kalvarija), parku Kalvarija Zebrzydowska, koji je 1999. godine upisan na UNESCO-ov popis mjesta svjetske baštine u Europi.

## Povijest
Grad je osnovan 1617. godine u cilju osiguravanja mjesta za stanovanje brojnim hodočasnicima koji su posjećivali Kalvariju Zebrzydowsku. Grad je proširio u novom planu Jan Zebrzydowski 1640. godine i dobio je gradska prava pod imenom Nowy Zebrzydow. Oko 1715. godine grad je stradao u velikom požaru i obnovio ga je njegov novi vlasnik, Józef Czartoryski, koji je dao izgraditi Palaču obitelji Czartoryski od 1729. do 1731. (od 1980-ih franjevačko sjemenište).
Tijekom Prve podjele Poljske 1772. godine, ovo područje anektirali su Habsburgovci u Austrijsko Carstvo, te je grad jednostavno bio poznat kao Kalwaria. God. 1887. vlasnik grada postao je Jan Kanty Brandys koji ga ponovno naziva Kalwaria Zebrzydowska, ali je 1896. godine izgubio gradska prva po odluci austrijskih vlasti.
Izgradnja Crkve sv. Josipa započeta je 1905. godine, a pri kraju Prvog svjetskog rata, 1918. godine, grad je vraćen pod okrilje poljske države. Gradska prava je ponovno dobio 1934. godine. Nakon Drugog svjetskog rata, grad je uglavnom zasnivao svoje gospodarstvo na proizvodnji namještaja i drvo-obrađivačkoj industriji, ali i neprekinutom priljevu hodočasnika na kalvariju.

## Znamenitosti
Park Kalvarija Zebrzydowska je maniristički hodočasnički park i pejzažni kompleks izgrađen u 17. stoljeću u duhu protureformacije koja je poticala izgradnju "Kalvarija" u katoličkoj Europi. Kalvarija Zebrzydowska je započeta 1600. godine kada je Mikołaj Zebrzydowski, vojvoda Krakova, na brdu Žar počeo graditi hodočasnički park i samostan za Bernardince (Franjevačke čuvare Svetog Groba u Jeruzalemu). Kalvarija je dizajnirana prema karti Jeruzalema iz 1584. godine koju je izradio nizozemski teolog i svećenik, Christian Kruik van Adrichem.
Kompleks se sastoji od građevina:
- Bazilika sv. Djevice Marije je franjevačka crkva koju je dizajnirao Jan Maria Bernardoni, a izveo Paul Baudarth, arhitekt i zlatar iz Antwerpena (1603. – 09.).[3]
- Kapela Ecce Homo (Ratusz Pilata) izgrađena je u upisanom grčkom križu od 1605. – 09. godine (Paul Baudarth). Glavni brod (arhitektura) je ukrašen štuko dekoracijama u stilu nizozemskog manirizma.[4]
- Kapela Raspela je prva građevina koja je podignuta, od 1600. – 01., čime je započeta izgradnja Kalvarije.[5]
- Kapela Srca Marijina je izgrađena u obliku srca 1615. godine (Paul Baudarth) kako bi se obilježio susret Isusa s majkom na Križnom putu.

- Unutrašnjost Bazilike
- Pilatova kapela i Kapela Raspela
- Kapela sv. Groba
- Pilatova kapela
- Kapelica Srca Marijina
- Kapela Uznesenja
- Vrh brda Žar s kapelom Gospodina
- Glavni trg ispred bazilike

## Gradovi prijatelji
Kalwaria Zebrzydowska ima ugovor o partnerstvu s:
- Kalvarija, Litva

## Vanjske poveznice
- Kalwaria Zebrzydowska (engl.)
- The Kalwaria Zebrzydowska Sanctuary  Arhivirana inačica izvorne stranice od 14. listopada 2007. (Wayback Machine) (engl.) (polj.)

### Ostali projekti
|  | Zajednički poslužitelj ima stranicu o temi Kalwaria Zebrzydowska |